# Réhahn

Réhahn (nascido em 4 de maio de 1979 em Bayeux, Normandia, França) é um artista, autor e colecionador francês radicado em Hội An, no Vietnã. Sua obra combina fotografia, patrimônio e reflexão estética, com foco na memória, na transmissão cultural e nas tradições em desaparecimento, especialmente no Vietnã, Cuba, Malásia e Índia.
Em 2010, Réhahn lançou o projeto Precious Heritage com o objetivo de promover o reconhecimento dos diversos grupos étnicos do Vietnã por meio de elementos de sua arte tradicional e retratos em grande formato de cada grupo com trajes típicos. O projeto documenta histórias e mudanças ligadas à globalização e ao desenvolvimento, que afetam os territórios nativos e suas tradições.
Em 1º de janeiro de 2017, inaugurou o Museu Precious Heritage Art Gallery, que preserva objetos de arte e trajes doados pelos chefes de tribos. O museu oferece acesso gratuito ao público para conhecer retratos, histórias e tradições musicais dos 54 grupos étnicos oficialmente reconhecidos no Vietnã.
Réhahn concluiu os encontros com esses grupos em setembro de 2020, mas continua suas pesquisas para documentar os numerosos subgrupos existentes em todo o Vietnã.

## Carreira
Em 2007, o artista viajou para o Vietnã pela primeira vez como parte de uma missão humanitária com a associação francesa Les Enfants du Viêtnam. Durante essa visita, começou a explorar o país e sua cultura, registrando mais de 50.000 fotografias.
Em 2011, após várias viagens, decidiu estabelecer-se no Vietnã, na cidade de Hội An, classificada como Patrimônio Mundial da UNESCO. Lá, ele fotografou Hidden Smile, o retrato de Madame Xong, capitã de um pequeno barco turístico, que foi posteriormente publicado em mais de 100 artigos da imprensa mundial. Em 2014, escolheu essa imagem como capa de seu primeiro livro, Vietnam, Mosaic of Contrasts. A obra foi vendida em 29 países e contém 150 fotografias ilustrando a diversidade do país.
Em 15 de junho de 2016, Réhahn participou do programa de televisão Échappées Belles, no canal France 5, em um episódio dedicado ao Vietnã.
Posteriormente, publicou dois volumes adicionais: Vietnam, Mosaic of Contrasts, Volume II (2015) e Vietnam, Mosaic of Contrasts, Volume III (2020). Também lançou as obras The Collection, 10 Years of Photography (2018) e 100 Iconic Portraits (2019), destacando seu trabalho fotográfico em Cuba, Malásia, América Central e do Sul e subcontinente indiano, além do Vietnã.

## Obras notáveis
•⁠  ⁠Best Friends: Tirada em 2014, esta fotografia retrata Kim Luan, uma menina Mnong de seis anos em frente a um elefante. A agência de imprensa britânica Caters distribuiu a imagem em mais de 25 países. A fotografia foi publicada nas capas de várias revistas, incluindo Conde Nast Traveler, The Times e National Geographic.
•⁠  ⁠Hidden Smile: O retrato de Madame Xong foi incluído na coleção permanente do Museu das Mulheres do Vietnã, em Hanói. Em 2015, as fotografias Best Friends e Hidden Smile também foram incorporadas à coleção do museu Casa de Asia, em Havana, Cuba, após a exposição Valiosa Herança (Precious Heritage).
•⁠  ⁠An Phuoc: Esta fotografia foi publicada em diversos meios de comunicação do Vietnã e em mídias internacionais como National Geographic, BBC, Business Insider e The Independent, além de ter estampado as capas de revistas como Globe-Trotters e Geo, na França.

## O Projeto Precious Heritage
Em 2010, durante uma viagem para conhecer os grupos étnicos do norte do Vietnã, Réhahn descobriu a diversidade e a riqueza cultural dessas comunidades, mas também a fragilidade de seu patrimônio. As roupas tradicionais, os dialetos, os rituais e os conhecimentos ancestrais estavam desaparecendo ou sendo substituídos à medida que o país continuava a se modernizar. Réhahn começou então a coletar os trajes tradicionais oferecidos pelos chefes das aldeias, com o objetivo de valorizar e preservar essa cultura.
Em 1º de janeiro de 2017, ele inaugurou o Museu Precious Heritage Art Gallery para promover a compreensão e o reconhecimento dos diversos grupos étnicos presentes no Vietnã. Com uma área de 500 m², este espaço artístico e cultural exibe mais de 200 retratos fotográficos dos membros de cada grupo étnico com seus trajes tradicionais. Além das fotografias, são apresentados mais de 65 trajes autênticos. Cada grupo étnico é representado com um texto contando o encontro com Réhahn (em inglês, francês e vietnamita).
Em 2020, Réhahn completou sua missão principal: pesquisar, conhecer e documentar todos os 54 grupos étnicos oficialmente reconhecidos no Vietnã.

## ProjetoGiving Backe compromisso humanitário
O projeto Giving Back é uma forma do artista expressar sua responsabilidade social, retribuindo às pessoas que inspiraram suas fotografias. Com essa filosofia de fotografia responsável, tanto o sujeito quanto o fotógrafo se beneficiam da iniciativa.
O projeto visa redistribuir parte da receita da venda das obras para financiar ações sociais e educacionais, especialmente voltadas às minorias étnicas retratadas. Também apoia necessidades individuais (médicas, educacionais ou alimentares) e busca melhorar, a longo prazo, as condições de vida de várias comunidades no Vietnã.
Tudo começou com Madame Xong. Após a publicação de seu retrato na capa do primeiro livro Vietnam, Mosaic of Contrasts, Volume I, Réhahn lhe deu um novo barco para continuar recebendo turistas em Hội An.
Em setembro de 2018, a BBC publicou um artigo intitulado The Photos that Change Lives, destacando o projeto Giving Back ao lado de iniciativas de fotógrafos como Ami Vitale e Kenro Izu.
O projeto também foi elogiado por Christina Noble, fundadora da Christina Noble Children's Foundation, que escreveu uma carta pública chamando Réhahn de "uma joia rara", elogiando seu compromisso artístico e humanitário.
Em 2007, Réhahn conheceu o Vietnã durante uma missão humanitária com a associação francesa Les Enfants du Vietnam. Foi nessa ocasião que ele conheceu Ti, uma jovem de Hội An, que passou a apadrinhar junto com sua irmã Ni.
Entre suas contribuições concretas estão infraestruturas educacionais construídas em várias províncias:
•⁠  ⁠*Nghĩa Lộ (Yên Bái)*: alojamento para 24 meninas Hmong.  
•⁠  ⁠*Sa Loong (Kon Tum)*: centro para 20 crianças das etnias Sédang, Muong e Dë Trieng.  
•⁠  ⁠*K'Nai (Lâm Đồng)*: jardim de infância e refeitório para 150 crianças Chu Ru e K’Ho.  
•⁠  ⁠*Đăk Tô (Kon Tum)*: abrigo para 40 adolescentes Sédang e Rơ Măm.  
•⁠  ⁠*Thanh An (Gia Lai)*: futuro centro para 70 crianças Jarai e Bahnar.
Em 2017, Réhahn inaugurou o Museu Precious Heritage Art Gallery em Hội An. Gratuito e financiado de forma independente, o museu é dedicado à preservação da cultura dos 54 grupos étnicos oficialmente reconhecidos do Vietnã.
Em 2019, ele também fundou o Museu Co Tu, no distrito rural de Tây Giang. É o primeiro museu no Vietnã totalmente dedicado a um único grupo étnico. Construído no estilo tradicional da guol (casa comunal dos Co Tu), o museu serve como um centro cultural para a transmissão do patrimônio material e imaterial da comunidade.

## Trabalhos notáveis
- "Melhores amigas"[20] - tirada em 2014, esta fotografia mostra Kim Luan, uma menina M'nong de 6 anos, rezando na frente de um elefante. Graças à agência de notícias Caters em Nova York, a foto foi publicada em mais de 25 países e foi capa de revistas como Conde Nast Traveler, The Times e National Geographic.
- "Sorriso Oculto" - O retrato de Madame Xong foi escolhido para entrar oficialmente na coleção permanente do Museu da Mulher Vietnamita em Hanói. Em março de 2018, o presidente francês Emmanuel Macron recebeu uma cópia de edição limitada do retrato, para comemorar 45 anos de relações diplomáticas entre a França e o Vietnã.
- Em 2015, as fotografias "Best Friends" e “Hidden Smile” passaram a fazer parte da coleção do Asian House Museum em Havana, Cuba, como resultado da exposição “Valiosa Herencia” (Patrimônio Precioso).
- "An Phuoc"[21] - Esta fotografia foi apresentada em várias publicações vietnamitas, bem como na mídia internacional, como National Geographic, BBC, Business Insider, Independent UK e nas capas das revistas Globe-Trotters e Geo na França.

## Prêmios e reconhecimento
Em dezembro de 2014, Réhahn foi classificado em quarto lugar entre os 10 melhores fotógrafos de viagens do mundo, junto com Steve McCurry, pelo site borepanda.com. Este artigo foi traduzido para mais de 20 idiomas.
Em janeiro de 2016, ele foi classificado como o segundo fotógrafo francês mais popular na internet pelo site francês lense.fr.
Em março de 2018, o artista foi homenageado durante uma cerimônia oficial para comemorar os 45 anos de relações diplomáticas entre a França e o Vietnã quando o secretário do Partido vietnamita, Nguyễn Phú Trọng, que desde então se tornou Presidente do Vietname, presenteou o presidente francês Emmanuel Macron com uma cópia de edição limitada do retrato "Hidden Smile". No mesmo mês, Réhahn foi premiado com o Troféu 2018 para Franceses no Exterior pelo site de informações francês lepetitjournal.com.

## Publicações
Réhahn publicou diversos livros bilíngues de fotografia, frequentemente com foco no Vietnã e no conceito de impermanência.
- Réhahn (janeiro de 2014). Vietnam, Mosaic of Contrasts Volume I (em francês e inglês), ISBN 978-604-936-436-5
- Réhahn (novembro de 2015). Vietnam, Mosaic of Contrasts Volume II (em francês e inglês), ISBN 978-604-86-9307-7
- Réhahn (dezembro de 2018). The Collection, 10 Years of Photography (em francês e inglês)
- Réhahn (novembro de 2019). 100 Iconic Portraits (em francês e inglês), ISBN 978-604-951-621-4
- Réhahn (fevereiro de 2020). Vietnam, Mosaic of Contrasts Volume III (em francês e inglês), ISBN 978-604-86-4292-1
- Réhahn (outubro de 2024). Impressionism, From Photography to Painting (em francês e inglês)